# 경기오산소프트웨어고등학교
경기오산소프트웨어고등학교는 경기도 오산시에 개교 예정인 특성화 고등학교이다.

## 학교 연혁
- 2026년 3월 1일 : 개교 예정